# 미세소관
미세소관(微細小管, 영어: microtubule)은 진핵세포의 세포골격을 구성하는 세포 구조 중의 하나이자 구조단백질(structural protein)중 하나이다. 미세소관은 튜불린(tubulin)이라는 단백질의 이합체가 지름 25 나노미터의 원통 모양으로 이루어져 있는 구조이다. 미세소관에는 방향성이 있어서 튜불린이 붙기 쉬운 쪽을 +쪽으로 두고, 해리되기 쉬운 쪽을 -로 둔다. 속도는 유리 튜불린의 농도로 결정되며 고농도에서는 어느 곳에서도 붙기 쉬워지고 저농도에서는 해리되기 쉬워진다. 미세소관은 세포에 운동성을 제공한다. 대표적으로 편모와 섬모는 미세소관으로 구성되어 있으며 세포의 운동을 담당하는 세포소기관이다. 그 외에도 미세소관은 세포내 수송을 담당하며, 미토콘드리아나 소포와 같은 세포소기관을 운반하며, 식물에서는 세포벽의 합성에도 관여한다.

## 같이 보기
- 단백질 접힘